# Peperomia ampla
Peperomia ampla är en pepparväxtart som först beskrevs av William Trelease, och fick sitt nu gällande namn av G.Mathieu. Peperomia ampla ingår i släktet peperomior, och familjen pepparväxter. Inga underarter finns listade i Catalogue of Life.